# Bildfilformat
För filformat för bilder skiljer man på två huvudgrupper: rastergrafik och vektorgrafik. Raster- eller bitmapgrafiken består av bildpunkter (pixlar) och vektorgrafiken är uppbyggd av punkter med linjer som förbinder dessa. En viktig skillnad är att vektorgrafik kan förstoras obegränsat utan kvalitetsförsämring då enskilda bildpunkter börjar synas, vilket är fallet i rastergrafik.

## Tvådimensionella bildformat

### Rastergrafik
- BMP
- JPEG
- PNG
- TIFF
- GIF
- PCX
- RAW

### Vektorgrafik
- SVG
- EPS
- EMF / WMF

## Tredimensionella bildformat

### Vektorgrafik
- VRML (Virtual reality modeling language)
- X3D, ISO-standard för 3D-datorgrafik i realtid